# Three Wishes (skladba)
„Three Wishes“ je desátý singl britského hudebníka Rogera Waterse, zpěváka a baskytaristy skupiny Pink Floyd. Singl byl vydán v roce 1992 (viz 1992 v hudbě).
„Three Wishes“ je jedním ze tří singlů z Watersova alba Amused to Death, které bylo vydáno v září 1992. Na rozdíl od ostatních dvou však vyšlo pouze jako dvanáctipalcová EP deska. Kromě písně „Three Wishes“, která se zde nachází ve zkrácené, rádiové verzi, obsahuje singl i skladby „What God Wants, Part 1“ a „The Bravery of Being Out of Range“.

## Seznam skladeb
1. „Three Wishes (Radio Edit)“ (Waters) – 4:17
2. „What God Wants, Part 1“ (Waters) – 6:00
3. „The Bravery of Being Out of Range“ (Waters) – 4:43